# Iliouchine Il-40
Le Iliouchine Il-40 (en russe : Илью́шин Ил-40) est un prototype d’avion militaire de la guerre froide réalisé en Union soviétique au début des années 1950 par le bureau d’études Iliouchine.